# Bistum Mukatschewe
Das Bistum Mukatschewe (lateinisch Dioecesis Munkacsiensis Latinorum, ukrainisch Мукачівська дієцезія) ist ein römisch-katholisches Bistum im Westen der Ukraine. Der Kirchensprengel umfasst heute die Oblast Transkarpatien.

## Geschichte
Am 14. August 1993 wurde die Apostolischen Administratur Transkarpatien für die gleichnamige ukrainische Oblast errichtet, deren Gebiet lange Zeit zwischen der Tschechoslowakei, Ungarn und der Sowjetunion umstritten war. Das Gebiet gehörte vormals zum Bistum Satu Mare im heutigen Rumänien.
Am 27. März 2002 wurde die Administratur zum Bistum mit Sitz in Mukatschewo erhoben.

## Ordinarien
- Antonio Franco (14. August 1993 – 7. Oktober 1997), Apostolischer Administrator
- Antal Majnek OFM  (7. Oktober 1997 – 28. Januar 2022), Apostolischer Administrator von 1995–2002, danach Bischof
- Mykola Petro Lutschok, OP (seit 7. Oktober 2023)

## Weblinks

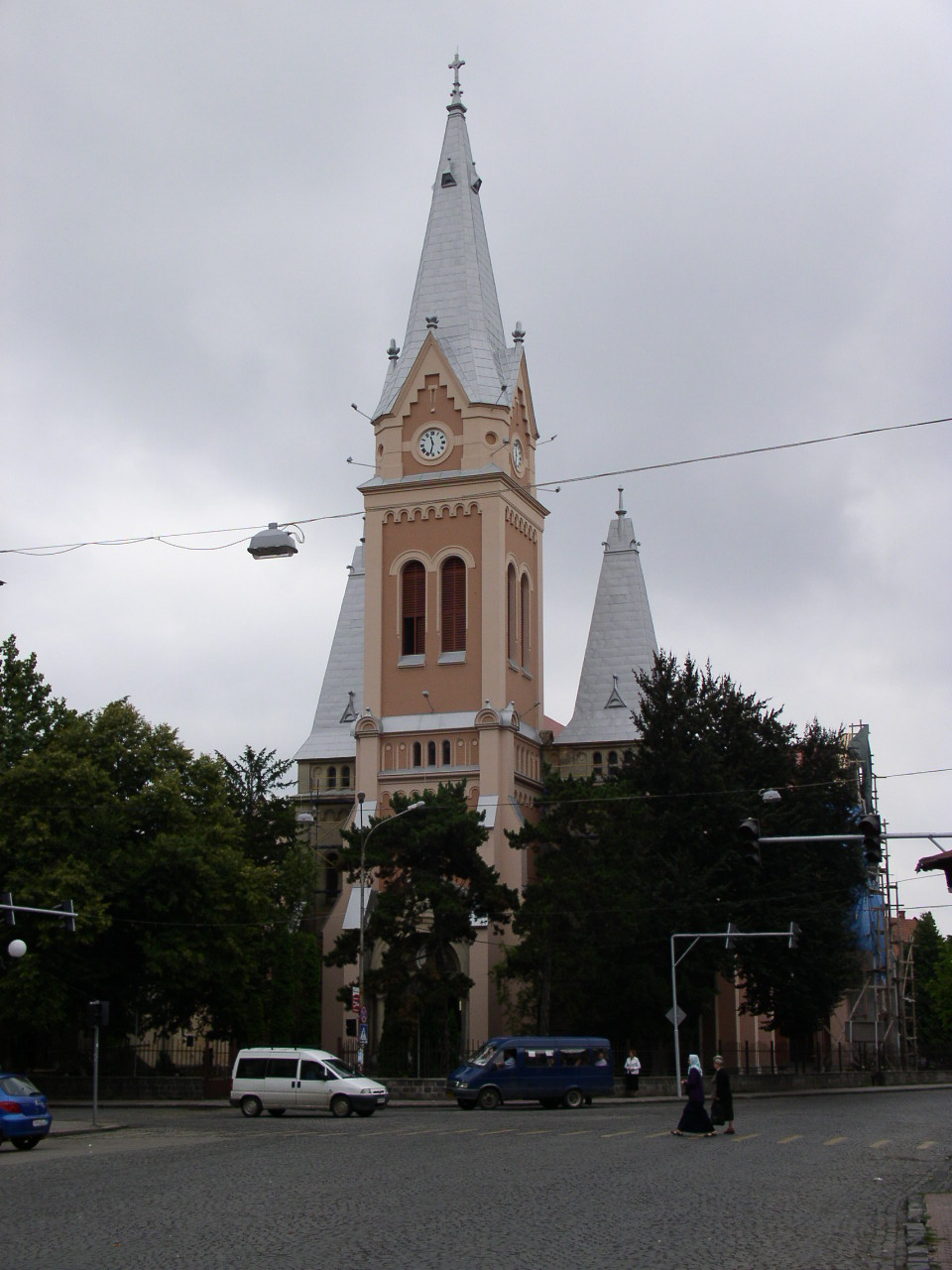
St. Martin-Kathedrale in Mukatschewo